# Кублицкий, Алексей Александрович
Алексей Александрович Кублицкий (1919—1989) — старший сержант Рабоче-крестьянской Красной Армии, участник Великой Отечественной войны, Герой Советского Союза (1945).

## Биография
Алексей Кублицкий родился 1 октября 1919 года в деревне Михайлово-Шахово (ныне — Тайшетский район Иркутской области). После окончания начальной школы и курсов трактористов работал сначала в колхозе, затем на железной дороге. В 1939 году Кублицкий был призван на службу в Рабоче-крестьянскую Красную Армию. С февраля 1943 года — на фронтах Великой Отечественной войны. Участвовал в Курской битве, освобождении Украинской и Белорусской ССР, боях в Восточной Пруссии.
К сентябрю 1944 года старший сержант Алексей Кублицкий командовал отделением роты связи 30-го стрелкового полка 102-й стрелковой дивизии 48-й армии 1-го Белорусского фронта. Отличился во время освобождения Польши. 7 сентября 1944 года Кублицкий участвовал в форсировании Нарева к югу от города Рожан. Под массированным вражеским огнём он проложил линию связи. Активно участвовал в отражении вражеских контратак, лично уничтожил немецкое штурмовое орудие. Когда был ранен наводчик пулемёта, Кублицкий заменил его собой. В тех боях он два раза был ранен, но продолжал сражаться. В госпитале ему была ампутирована рука.
Указом Президиума Верховного Совета СССР от 24 марта 1945 года за «образцовое выполнение заданий командования и проявленные мужество и героизм в боях с немецкими захватчиками» старший сержант Алексей Кублицкий был удостоен высокого звания Героя Советского Союза с вручением ордена Ленина и медали «Золотая Звезда» за номером 7267.
В 1945 году Кублицкий был демобилизован по инвалидности. Окончил Иркутскую совпартшколу и юридическую школу, после чего проживал и работал в городе Канске Красноярского края. Умер 13 июня 1989 года, похоронен на кладбище на Абанской горе в Канске.
Был также награждён двумя орденами Отечественной войны 1-й степени и рядом медалей.
Бюст Кублицкого установлен в Канске.